# پل کوریجان
پل کوریجان در ۲۲ کیلومتری شمال همدان و سمت چپ جادهٔ همدان- تهران بر روی یکی از انشعابات رود قره‌چای احداث گردیده‌است. پل آجری کوریجان با ۵ دهانهٔ بزرگ و ۴ دهانهٔ کوچک مزین به قوس‌های جناغی از بناهای به جای مانده از دوران صفویه است که در دوران قاجار مورد مرمت قرار گرفت. این اثر در تاریخ ۲۵ اسفند ۱۳۷۹ با شمارهٔ ثبت ۳۲۴۸ به‌عنوان یکی از آثار ملی ایران به ثبت رسیده است.